# Ендрю Хор
Ендрю Хор (англ. Andrew Hore; нар. 13 вересня 1978, Данідін, Нова Зеландія) — колишній новозеландський регбіст, який грав на позиції хукера. Він виступав за національну команду Олл Блекс з 2002 по 2013 рік, зігравши 83 матчі та набравши 40 очок.

## Раннє життя
Ендрю Хор народився в Данідіні, але виріс у Центральному Отаго. Навчався в Otago Boys' High School, де проявив свої здібності у регбі.

## Кар'єра

### Клубна кар'єра
Ендрю Хор виступав у чемпіонаті Супер Регбі за такі команди:
- Крусейдерс (2001)
- Гарікейнс (2002–2011)
- Хайлендерс (2012–2013)

У 2008 році Ендрю отримав нагороду Kelvin Tremain Trophy як найкращий регбіст Нової Зеландії.

### Міжнародна кар'єра
Хор дебютував за Олл Блекс у 2002 році. Він став одним із ключових гравців збірної та взяв участь у Чемпіонаті світу 2011, де команда здобула перемогу.

## Суперечності
У 2012 році Ендрю Хор був відсторонений на п'ять тижнів після інциденту в матчі проти збірної Вельсу, де він отримав червону картку за небезпечний удар по голові суперника.
У 2015 році він був засуджений за незаконну передачу вогнепальної зброї особі без ліцензії.

## Після завершення кар'єри
Після завершення спортивної кар'єри Ендрю повернувся до сімейного фермерського бізнесу в Центральному Отаго, де займається вівчарством. Він також продовжив грати в клубному регбі та тренувати молодіжні команди.

## Спадок
Попри суперечки, Хор залишається однією з визначних постатей новозеландського регбі, відомою своєю відданістю грі та лідерськими якостями.

## Зовнішні посилання
- Профіль на сайті Олл Блекс (англійською)